# Jessica Buil
Pour les articles homonymes, voir Buil.
Jessica Buil est une karatéka française née le 20 novembre 1980. Elle était spécialiste, avec sa sœur jumelle Sabrina, du kata par équipe féminin. Elles ont été cinq fois championnes du monde et six fois championnes d'Europe. Elle est aujourd'hui coach en karaté.

## Carrière sportive
Originaires de Sète, Jessica et Sabrina Buil commencent le karaté à 7 ans et remportent leur premier titre de Championnes du Monde Junior par équipe à 19 ans. S'appuyant sur leur complicité et leur complémentarité, elles enchaînent ensuite les victoires pendant 10 ans, devenant 5 fois championnes du Monde et 6 fois championnes d'Europe,.
Elles arrêtent la compétition après les championnats d'Europe de 2008 à la suite d'une opération où Sabrina se fait poser un stimulateur cardiaque. Elles restent cependant à ce jour les seules karatékas à disposer d'un tel palmarès.
Jessica Buil est titulaire du sixième dan à la FFK.

## Professorat
Jessica Buil gère aujourd'hui un club de karaté basé à Sète, où ses poulains se qualifient régulièrement pour les championnats de France, et anime des entraînements dans le sud de la France.

En 2011, Jessica Buil et sa sœur Sabrina Buil fondent la société Optimum Martial Training, qui organise des stages d'entraînement dont elles sont les coachs.

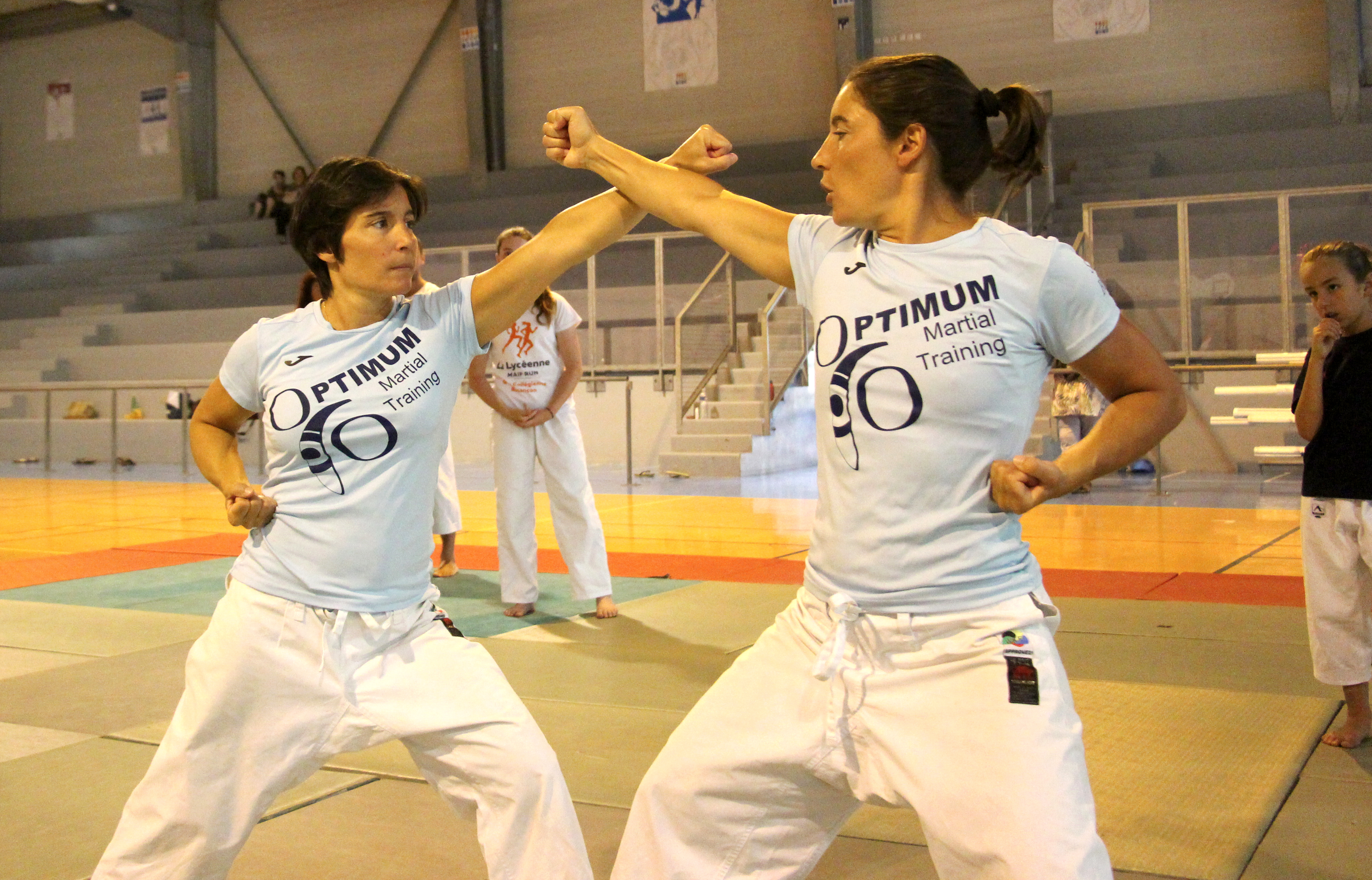
Jessica Buil (à gauche) et Sabrina Buil (à droite) en 2019 à Sète, expliquant un bunkaï lors d'un stage d'entraînement annuel.

## Palmarès

### Championnat du monde
- Championne du Monde Sénior par Équipe 2006 à Tampere (Finlande)
- Vice-Championne du Monde Senior par Équipe 2004 à Monterrey (Mexique)
- Championne du Monde Senior par Équipe 2002 à Madrid (Espagne)
- Championne du Monde Junior Individuel 2001 à Athènes (Grèce)

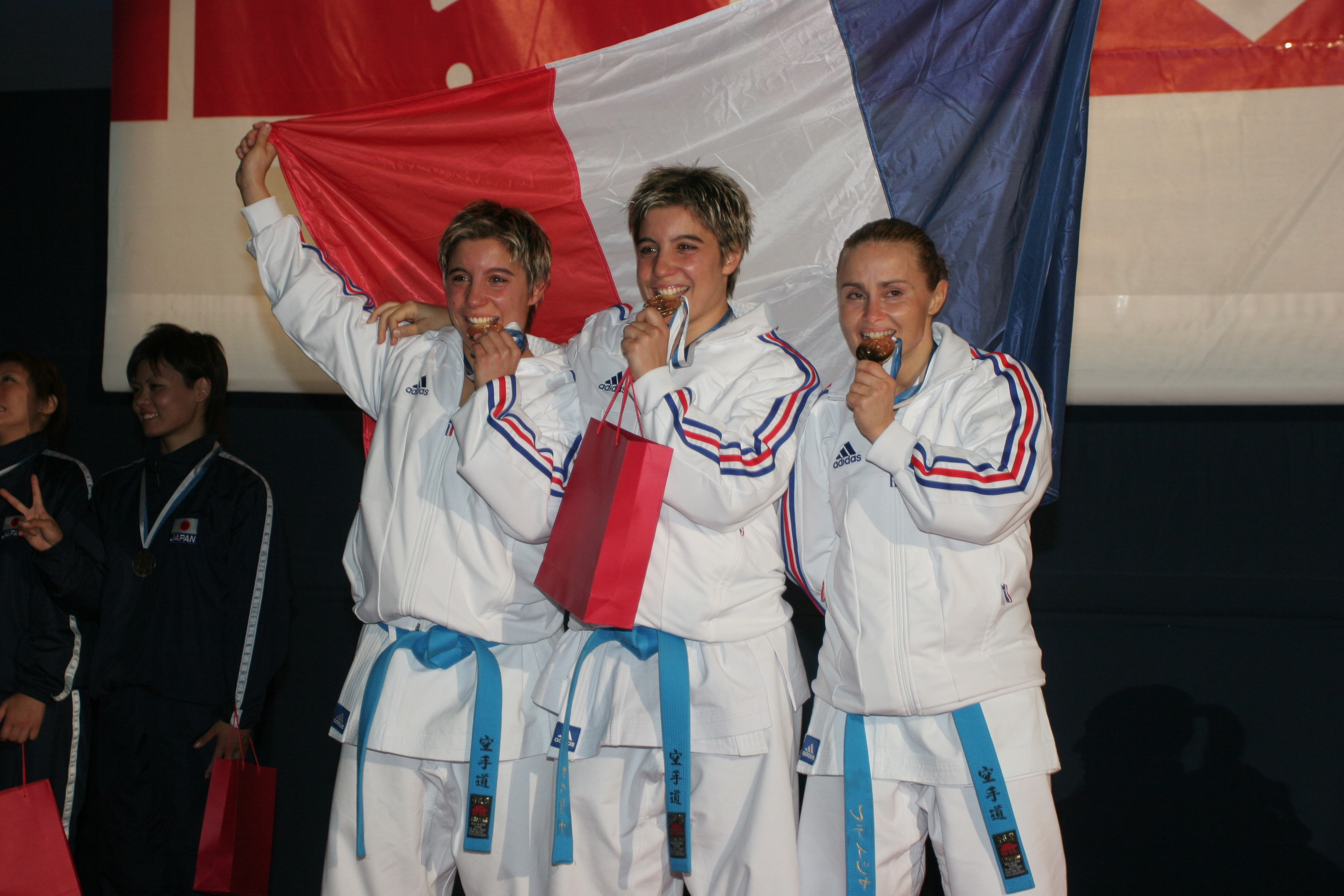
L'équipe de France de kata féminin victorieuse aux championnats du monde de karaté seniors 2006. De gauche à droite : Jessica Buil, Sabrina Buil, Lætitia Guesnel.

- Championne du Monde Junior par Équipe 2001 à Athènes (Grèce)
- Championne du Monde Senior par Équipe 2000 à Munich (Allemagne)
- Championne du Monde Junior par Équipe 1999 à Sofia (Bulgarie)

### Championnat d'Europe
- 3e Championnat d’Europe Sénior par Équipe 2008 à Talinn (Estonie)
- 3e Championnat d’Europe Sénior par Équipe 2007 à Bratislava (Slovaquie)
- 2e Championnat d’Europe Sénior Individuel 2007 à Bratislava (Slovaquie)
- Championne d’Europe Senior par Équipe 2006 à Stavanger (Norvège)
- Championne d’Europe Senior par Équipe 2005 à Tenerife (Espagne)
- Championne d’Europe Senior par Équipe 2004 à Moscou (Russie)
- Championne d’Europe Senior par Équipe 2003 à Brême (Allemagne)
- Championne d’Europe Senior par Équipe 2002 à Talinn (Estonie)
- 3e Championnat d’Europe senior par Équipe 2001 à Sofia (Bulgarie)
- Championne d’Europe Senior par Équipe 2000 à Istanbul (Turquie)
- Vice-Championne d’Europe Junior par Équipe 2000 à Nicosie (Chypre)
- 3e Championnat d’Europe Junior par Équipe 2000 à Celje (Slovénie)

### Championnat de France
- Championne de France Individuel 2007
- 3e Championnat de France 2006
- Vice-Championne de France 2005
- 3e Championnat de France Individuel 2004
- Vice-Championne de France Senior Individuel 2003
- Championne de France Senior par Équipe 2002
- 3e Championnat de France senior Individuel 2002
- Championne de France Senior par Équipe 2001
- Vice-Championne de France Junior Individuel 2001
- Championne de France Senior par Équipe 2000
- Vice-Championne de France Junior Individuel 2000
- 3e Championnat de France Junior Individuel 1999
- Vice-Championne de France Senior par Équipe 1999
- 3e Championnat de France Inter ligue 1999

### Coupe de France
- 2e de la Coupe de France individuel 2007
- Vainqueur de la Coupe de France Individuel 2005
- 2e de la Coupe de France Senior Individuel 2003
- Vainqueur de la Coupe de France Senior par Équipe 2001
- 2e de la Coupe de France Senior Individuel 2001
- 2e de la Coupe de France Junior Individuel 2000
- Vainqueur de la Coupe de France Senior par Équipe 2000
- Vainqueur de la Coupe de France Senior par Équipe 1999
- 2e de la Coupe de France Junior Individuel 1999
- 3e de la Coupe de France Senior par Équipe 1998